# Hubert von Herkomer

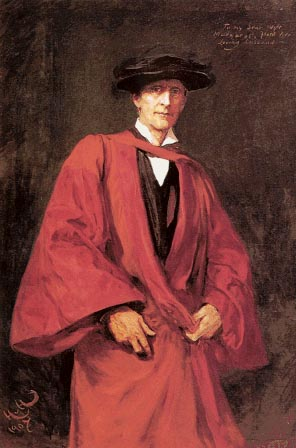
Hubert von Herkomer, autorretrato, 1907.

Hubert von Herkomer fue un pintor alemán nacido el 26 de mayo de 1849 y fallecido el 31 de marzo de 1914. De padre inmigrante inglés, tuvo amplia participación en la enseñanza de la pintura en diversas instituciones, fundando una escuela de arte, cuyos pupilos más famosos fueron Robert Baden-Powell y Lucy Kemp-Welsh. 
En 1899 recibe el título de nobleza "von Herkomer" de parte del Káiser Wilhelm II, y el título "Sir" de parte de la Reina Victoria.